# Thánh đường Alexander Nevsky, Łódź

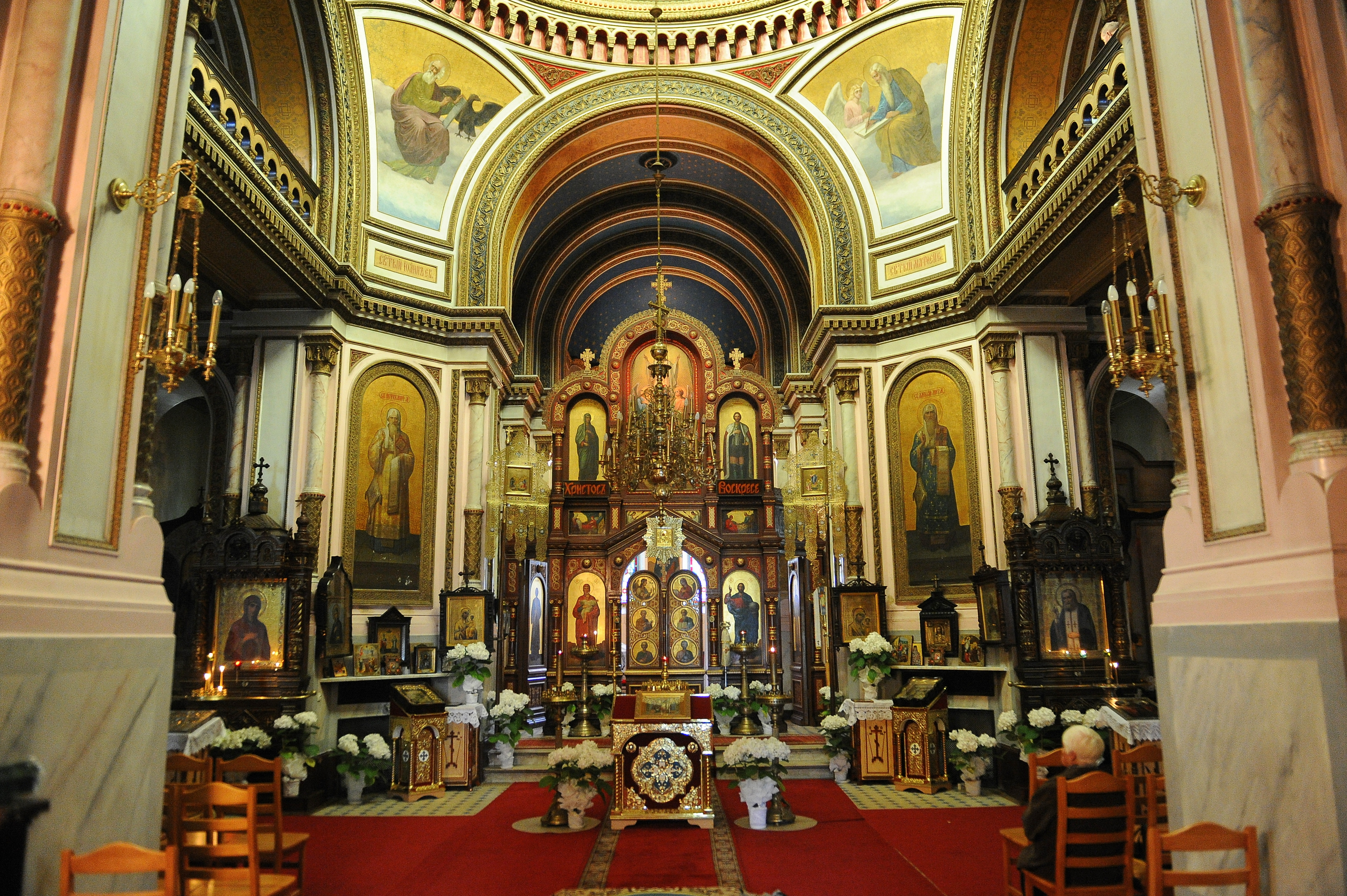
Nội thất

Nhà thờ Alexander Nevsky (tiếng Ba Lan: Sobór św. Aleksandra Newskiego w Łodzi) là một nhà thờ chính thống nằm ở thành phố Łódź, miền trung Ba Lan. Nó được xây dựng vào cuối thế kỷ 19 như một món quà từ các nhà công nghiệp của Łódź dành cho cộng đồng Chính thống. Nhà thờ bao gồm nhiều độ cao trang trí công phu và có nội thất được trang trí phong phú với biểu tượng được sản xuất tại thành phố St. Petersburg.

## Lịch sử
Nhà thờ được xây dựng trong thời kỳ Ba Lan là một phần của Đế quốc Nga. Nó được xây dựng với sự hỗ trợ tài chính từ các chủ nhà máy dệt địa phương và những công dân nổi bật nhất tuân thủ đạo Do Thái, Tin lành và Công giáo. Nhà thờ được thánh hiến vào ngày 29 tháng 5 năm 1884 bởi Đức Tổng Giám mục Leontius, người của thủ đô Warsaw và Giáo phận Chełm.
Nhà thờ chính thống được thiết kế và xây dựng theo phong cách Neo-Byzantine theo hình bát giác. Cửa sổ kính màu và biểu tượng, làm từ gỗ sồi, với ba cửa là đồ trang trí chính của nhà thờ. Izrael Poznański, người hỗ trợ tài chính và xây dựng hàng rào xung quanh nhà thờ cũng là người sáng lập ra biểu tượng.
Tòa nhà tọa lạc tại 56 Phố Jana Kilińskiego ở Łódź, gần Công viên Stanisław Moniuszko và ga Łódź Fabryczna.